# Восемь бессмертных Коммунистической партии Китая
Восемь бессмертных Коммунистической партии Китая — название восьми влиятельных руководителей КПК старшего поколения, имевших значительную власть в 80-е — начале 90-х годов XX века. В Китае они назывались «Восемь великих высокопоставленных чиновников» (кит. упр. 八大元老, пиньинь Bā dà yuán lǎo, палл. Ба да юань лао). Термин возник в 1990-е годы и является аллюзией на «восемь даосских святых». В начале того же десятилетия Восемь бессмертных стали терять свои позиции в Политбюро и правительстве. 15 января 2007 года скончался последний из них, Бо Ибо. Как отмечается, они «пользовались непревзойденным политическим влиянием. Эти пожилые люди сыграли важную роль в формировании экономической политики в 1980-х годах».

## Список «восьми бессмертных»
| Портрет | Имя (годы жизни)        | Должность |
| ------- | ----------------------- | --- |
|         | Дэн Сяопин (1904—1997)  | 2-й Министр финансов КНР (19 сентября 1953 — 25 июня 1954) 3-й Заместитель премьера Госсовета КНР (4 января 1975 — 10 сентября 1980) 3-й Председатель Всекитайского комитета Народного политического консультативного совета Китая (20 марта 1978 — 27 июня 1983) 1-й Председатель Центрального военного совета КНР (июнь 1983 — апрель 1990) 3-й Председатель Военсовета ЦК КПК (28 июня 1981 — 9 ноября 1989) |
|         | Чэнь Юнь (1905—1995)    | Первый заместитель премьера Госсовета КНР (1954—1965) Исполняющий обязанности председателя ПК ВСНП (1976—1978) Заместитель председателя ЦК КПК (18 декабря 1978 — 12 сентября 1982) Секретарь Центральной комиссии КПК по проверке дисциплины (22 декабря 1978 — октябрь 1987) Председатель Центральной Комиссии Советников КПК (2 ноября 1987 — 12 октября 1992)                                               |
|         | Пэн Чжэнь (1902—1997)   | Секретарь Политико-юридической комиссии ЦК КПК (март 1980 — май 1983) 1-й председатель ПК ВСНП (18 июня 1983 года — 13 апреля 1988 года) |
|         | Ян Шанкунь (1907—1998)  | 4-й Председатель КНР (8 апреля 1988 — 27 марта 1993) |
|         | Бо Ибо (1908—2007)      | 1-й Министр финансов КНР (19 октября 1949 — октябрь 1952) |
|         | Ли Сяньнянь (1909—1992) | Министр финансов КНР (29 сентября 1954 — январь 1967) Заместитель председателя Китайской Народной Республики (июль 1977 — сентябрь 1982) 3-й Председатель КНР (18 июня 1983 — 8 апреля 1988) |
|         | Ван Чжэнь (1908—1993)   | Секретарь Синцзян-Уйгурского комитета КПК (1949—1952) Заместитель председателя Китайской Народной Республики (15 марта 1988 — 12 марта 1993) |
|         | Сун Жэньцюн (1909—2005) | Секретарь Юньнаньского провинциального комитета КПК (1949—1952) Заведующий Организационным отделом ЦК КПК (декабрь 1978 — февраль 1983) |